# 1A busz (Szombathely)
A szombathelyi 1A jelzésű autóbusz a Vasútállomás és a Bogát, Szoc. Otthon megállóhelyek között közlekedett 2016. február 1-ig. A vonalat az ÉNYKK üzemeltette.
A járatok összehangoltan üzemeltek az 1-es, 1C, 1U és a 21-es buszokkal. A buszokra 1996 óta csak az első ajtón lehet felszállni.

## Közlekedése
Csak tanítási munkanapokon, a reggeli és a délutáni csúcsidőben közlekedett, 25 percenként.

## Valós idejű közösségi közlekedési információ
Az ÉNYKK honlapjának ezen a részén követhető, hogy éppen melyik busz merre jár.
Valós idejű közlekedés

## Járművek
A vonalon általában CREDO BN 12, MAN SL283 és Ikarus 263 típusú autóbuszok közlekedtek.

## Útvonala
| Bogát felé: | Vasútállomás: |
| --- | --- |
| - Vasútállomás - Szelestey László utca - Vörösmarty Mihály utca - Szent Márton utca - Thököly Imre utca - II. Rákóczi Ferenc utca - Szent Flórián körút - Rumi út - Szent István király utca - Bogáti út - Bogát, Szoc. Otthon | - Bogát, Szoc. Otthon - Bogáti út - Szent István király utca - Rumi út - Szent Flórián körút - II. Rákóczi Ferenc utca - Thököly Imre utca - Szent Márton utca - Vörösmarty Mihály utca - Széll Kálmán utca - Vasútállomás |

## Megállói

### Bogát, Szoc. Otthon felé
| Megállóhely neve                | Menetidő | Átszállási lehetőségek      | Fontosabb létesítmények |
| ------------------------------- | -------- | --------------------------- | --- |
| Vasútállomás                    | 0        | 2A, 2C, 30Y, 5, 6, 7, 8, 26 | Vasútállomás, Helyi autóbusz-állomás, Éhen Gyula tér                                                                                                 |
| 56-osok tere (Vörösm. u.)       | 2        | 2C, 30Y, 6, 7, 8, 26        | 56-osok tere, Vámhivatal, Földhivatal, Államkincstár, Gyermekotthon                                                                                  |
| Aluljáró (Szt. M. u.)           | 4        | 30Y, 6, 7, 8, 26            | Borostyánkő áruház, Piac, Vízügyi Igazgatóság |
| Városháza                       | 6        | 30Y, 6, 7, 8, 9, 26         | Városháza, Fő tér, Isis irodaház, Okmányiroda |
| Batthyány tér                   | 7        | 6                           | Képtár, Iseum, Zsinagóga, Bartók terem, Zrínyi Ilona Általános Iskola, Horváth Boldizsár Szakközépiskola, Kanizsai Dorottya Gimnázium, Batthyány tér |
| Rákóczi utcai iskola            | 8        | 6                           | Zrínyi Ilona Általános Iskola Rákóczi utcai épülete, ÉGÁZ                                                                                            |
| Németújvár u.                   | 10       | -                           | |
| Szent Gellért utca              | 12       | -                           | Rumi úti temető, Reguly Antal Általános Iskola |
| Rumi út 142.                    | 13       | -                           | Nett-Pack |
| Csititó                         | 14       | -                           | Művelődési Ház, Speidel Kft. |
| Bendefy L. utca                 | 16       | 21                          | Szombathely-Szőlős vasútállomás |
| Szt. István kir. u. 7.          | 18       |                             | Szombathely-Szőlős vasútállomás |
| Harangláb                       | 19       | -                           | Harangláb |
| Győzelem utca                   | 21       | -                           | Szent István lakópark, Szegedy-kastély, Játéksziget Óvoda                                                                                            |
| Szentkirály, autóbusz-váróterem | 22       | -                           | Szentkirály templom, Szentkirályi temető |
| Bogáti út 10.                   | 23       | -                           | |
| Bogát, Szoc. Otthon             | 24       | -                           | Bogáti Festetics kastély (Szociális Otthon), Bogáti focipálya                                                                                        |

### Vasútállomás felé
| Megállóhely neve                | Menetidő | Átszállási lehetőségek       | Fontosabb létesítmények |
| ------------------------------- | -------- | ---------------------------- | --- |
| Bogát, Szoc. Otthon             | 0        | -                            | Bogáti Festetics kastély (Szociális Otthon), Bogáti focipálya                                                                                        |
| Bogáti út 10.                   | 2        | -                            | |
| Szentkirály, autóbusz-váróterem | 3        | -                            | Szentkirály templom, Szentkirályi temető |
| Győzelem utca                   | 5        | -                            | Szent István lakópark, Szegedy-kastély, Játéksziget Óvoda                                                                                            |
| Harangláb                       | 6        | -                            | Harangláb |
| Szt. István kir. u. 7.          | 7        |                              | Szombathely-Szőlős vasútállomás |
| Bendefy L. utca                 | 9        | 21                           | Szombathely-Szőlős vasútállomás |
| Csititó                         | 11       | -                            | Művelődési Ház, Speidel Kft. |
| Rumi út 142.                    | 12       | -                            | Nett-Pack |
| Szent Gellért utca              | 14       | -                            | Rumi úti temető, Reguly Antal Általános Iskola |
| Németújvár u.                   | 15       | -                            | |
| Rákóczi utcai iskola            | 17       | 6                            | Zrínyi Ilona Általános Iskola Rákóczi utcai épülete, ÉGÁZ                                                                                            |
| Batthyány tér                   | 18       | 6                            | Képtár, Iseum, Zsinagóga, Bartók terem, Zrínyi Ilona Általános Iskola, Horváth Boldizsár Szakközépiskola, Kanizsai Dorottya Gimnázium, Batthyány tér |
| Városháza                       | 19       | 30Y, 6, 7, 8, 9, 26          | Városháza, Fő tér, Isis irodaház, Okmányiroda |
| Aluljáró (Thököly u.)           | 20       | 30Y, 6, 9, 26                | Történelmi Témapark, Ferences templom |
| 56-osok tere (Széll K. u.)      | 22       | 2A, 30Y, 5, 6, 7, 26         | 56-osok tere, Vámhivatal, Földhivatal, Államkincstár, Gyermekotthon                                                                                  |
| Vasútállomás                    | 23       | 2A, 2C, 30Y, 5, 6, 7, 8, 26, | Vasútállomás, Helyi autóbusz-állomás, Éhen Gyula tér                                                                                                 |

## Cikkek
- Megnyirbálják a Volán szombathelyi menetrendjét?
- Március 1. a szombathelyi buszközlekedés gyásznapja